# دهستان قطور
دهستان قطور نام دهستانی در بخش قطور شهرستان خوی، استان آذربایجان غربی در ایران است. براساس سرشماری مرکز آمار ایران در سال ۱۳۸۵، جمعیت آن ۱۴۹۲۷ نفر (۲۶۱۰ خانوار) بوده‌است.